# Ozyptila leprieuri
Ozyptila leprieuri es una especie de araña cangrejo del género Ozyptila, familia Thomisidae.

## Distribución
Esta especie se encuentra en Marruecos y Argelia.